# Betsileonas marmorata
Betsileonas marmorata är en insektsart som beskrevs av Blanchard 1840. Betsileonas marmorata ingår i släktet Betsileonas och familjen dvärgstritar. Inga underarter finns listade i Catalogue of Life.